# Itsatawi
Itsatawi (Big Bend people), pleme Achomawi Indijanaca, porodica Palaihnihan nastanjena na malenom području uz južnu obalu rijeke Pit River, na srednjem i donjem toku Burney Creeka, pritoke Pit rivera i sjeverno od današnjeg Burneya. 
Itsatawi su terirtorijalno najmanja Achomawi skupina koja na zapadu i sjeveru graniči s plemenima Madehsi, na sjeveroistoku i istoku s Ilmawima, i na jugu s Indijancima Atsugewi ili Atsuge. Ovo pleme poznato je i kao Big Bend people. Potomaka imaju na rezervatima sjeverne Kalifornije (Big Bend Rancheria).
Govorili su posebnim dijalektom